# Сарагосские мученики
Сарагосские мученики (умерли в 304 году). День памяти — 16 апреля.
Восемнадцать мучеников пострадали в Сарагосе в 304 году. Среди них были святые Феликс, Оптат (Optatus), Луперк (Lupercus), Суксесс (Successus), Марциал (Martial), Урбан (Urban), Юлий (Julio), Квинтилиан (Quintilian), Публий (Publius), Фронтон (Fronto), Цецилиан (Caecilian), Эвентий (Eventius), Примитив (Primitivus), Аподемий (Apodemius), а также четверо по имени Сатурнин. Страдания мучеников были описаны несколько позднее Пруденцием. Мощи мучеников были обретены в Сарагосе в 1389 году.